# Județul Dorohoi (interbelic)
Județul Dorohoi a fost o unitate administrativă de ordinul întâi din Regatul României, aflată în regiunea istorică Moldova. Reședința județului era orașul Dorohoi.

## Întindere

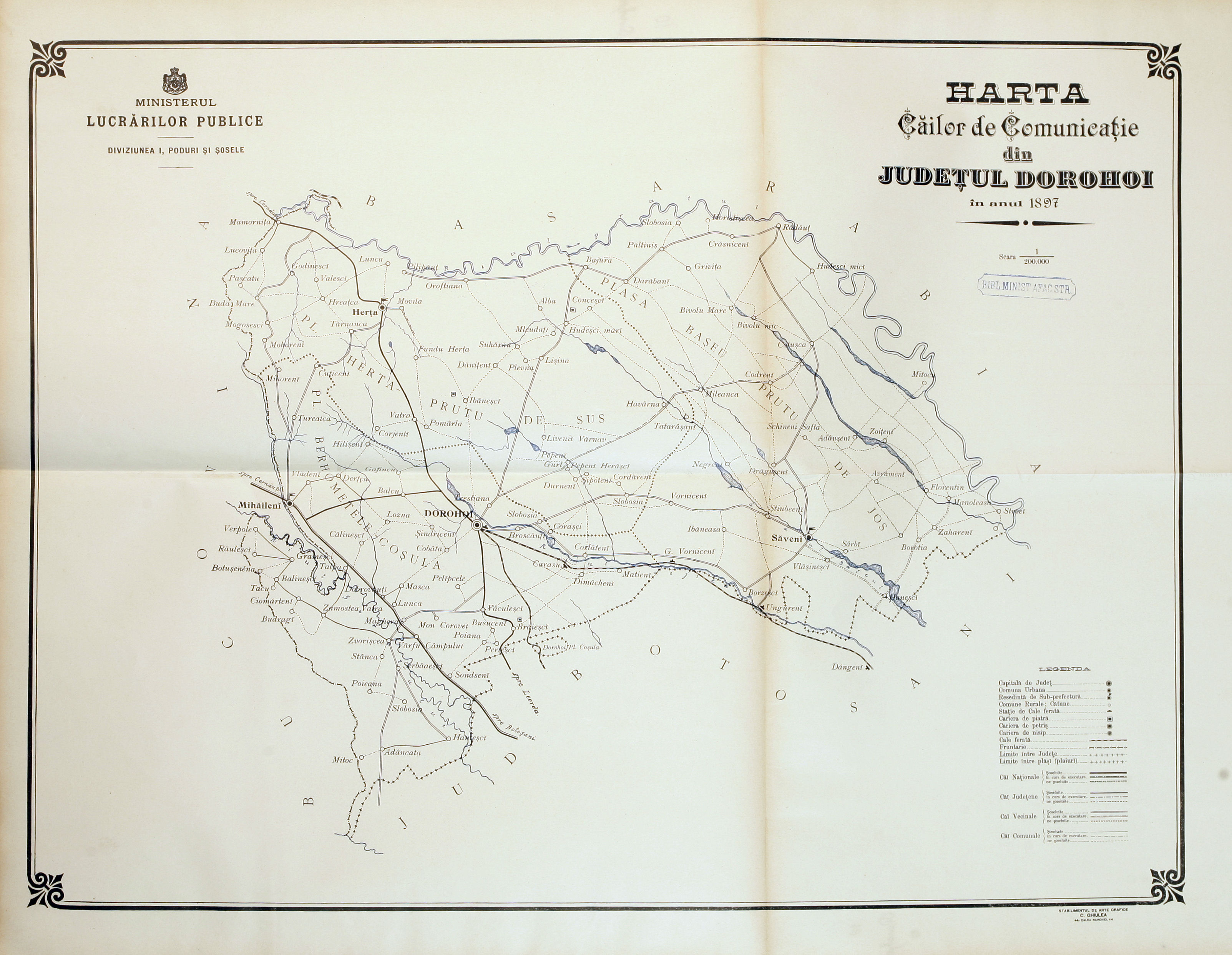
Harta județului Dorohoi în Atlasul Căilor de Comunicații din 1897

La înființare, în 1864, era situat în nordul României, învecinându-se cu Bucovina (ce făcea parte atunci din Austro-Ungaria), cu Basarabia (ce făcea parte atunci din Imperiul Rus) și cu județul românesc Botoșani. 

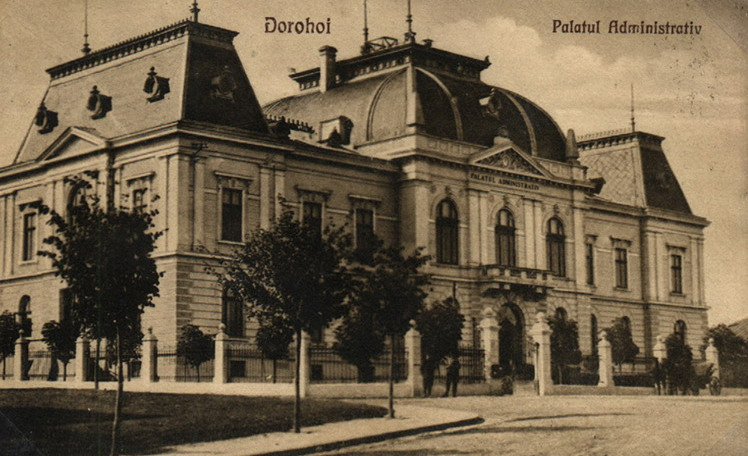
Clădirea Prefecturii județului Dorohoi din perioada interbelică. Clădirea-monument istoric, construită în anul 1899 și situată pe Str. Alexandru Ioan Cuza nr. 43, găzduiește în prezent Muzeul de Științele Naturii din Dorohoi.

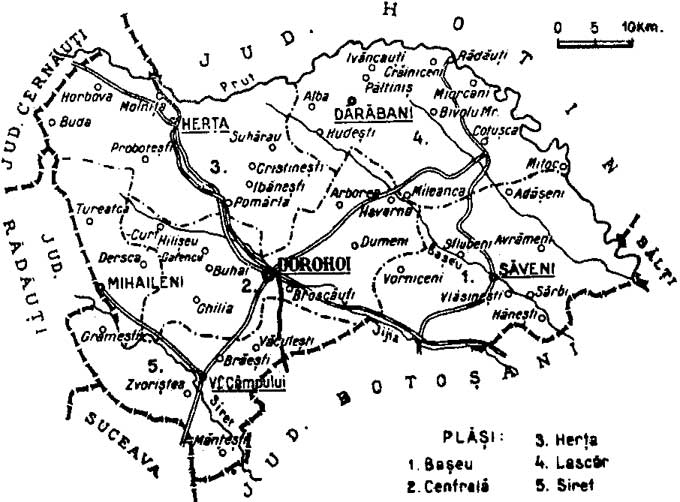
Harta județului, cu dispunerea și denumirea plășilor, în anul 1938.

În perioada interbelică, se situa în partea nord-estică a României Mari, în extremitatea nord-estică a regiunii Moldova. Astăzi teritoriul fostului județ face parte din România (nordul județului Botoșani, cu o suprafață de 2.542 km²) și Ucraina (Ținutul Herța, cu o suprafață de 304 km²). Se învecina la nord-vest cu județul Cernăuți, la nord și la est cu județul Hotin, la sud cu județul Botoșani, la sud-vest cu județul Suceava, iar la vest cu județul Rădăuți.

## Istorie
În anul 1864, domnitorul Alexandru Ioan Cuza dă prima lege de organizare administrativ-teritorială modernă a teritoriului României. Legea prevedea împărțirea țării în 33 de județe, având ca subdiviziuni plășile și comunele (urbane și rurale). Județele și comunele erau investite cu personalitate juridică și cu organe deliberative și executive: consiliul județean și prefectul (acesta din urmă ca reprezentant al guvernului în teritoriu), respectiv consiliul comunal
și primarul (în calitate de reprezentant al guvernului în teritoriu). Plășile erau simple subdiviziuni ale județelor, fără personalitate juridică, conduse de subprefecți, cu atribuții de supraveghere și control asupra autorităților comunale.
Produsele acestui județ proveneau din mai multe ramuri ale economiei rustice: agricultură și creșterea animalelor, horticultură și viticultură, apicultură, sericicultură, piscicultură, silvicultură și pietrării (cariere de piatră). Cele mai renumite vii și livezi din județ erau la: Brăești, Coțușca, Darabani, Dersca, Dimăcheni, Dorohoi, Hănțești, Hilișeu, Hudești, Mihăileni, Mileanca, Mitoc, Pomârla și Zvorîștea. Din cariera de la Târnauca se extrăgea gresie pentru construcții și ornamentări. 
Înainte de anul 1900 din cariera de la Ivancăuți (Păltiniș) se extrăgea gips pentru ornamente și alte trebuințe la clădiri.
În timpul dictaturii carliste, județul a făcut parte din ținutul Suceava. Zona din jurul orașului Herța a fost anexată de URSS în 1944. În 1950, județul a fost desființat de regimul comunist, iar teritoriul său a fost împărțit între raioanele Dorohoi, Darabani și Săveni ale regiunii Botoșani.

## Organizare
Județul antebelic Dorohoi era împărțit în 6 plăși: Bașeul, Berhometele, Coșula, Herța, Prutul de Jos și Prutul de Sus. Comunele urbane din județ erau: Dorohoi (în plasa Coșula), Herța (în plasa Herța) și Mihăileni (în plasa Berhometele). Târgurile județului erau: Darabani (în plasa Prutul de Jos), Mamornița (în plasa Herța), Rădăuți (în plasa Prutul de Jos) și Săveni (în plasa Bașeului). În aprilie 1882 au fost comasate: plășile Herța și Prutul de Sus (cu reședința Herța), plășile Berhometele și Coșula (cu reședința Mihăileni) și plășile Bașeul și Prutul de Jos (cu reședința Săveni).
Județul cuprindea cinci orașe (Dorohoi, Darabani, Herța, Mihăileni și Săveni) și era împărțit inițial în trei plăși:
1. Plasa Bașeu,
2. Plasa Herța și
3. Plasa Siret.

Ulterior, au fost create două plăși noi:
1. Plasa Centrală și
2. Plasa Lascăr.

## Populație
Conform datelor recensământului din 1930 populația județului era de 211.354 locuitori, dintre care 92,1% români, 7,0% evrei ș.a. Din punct de vedere confesional populația era alcătuită din 92,4% ortodocși, 7,0% mozaici, 0,3% romano-catolici ș.a.

### Mediul urban
În 1930 populația urbană a județului era de 43.707 locuitori, dintre care 69,3% români, 29,1% evrei, 0,6% germani ș.a. Ca limbă maternă în mediul urban domina româna (71,1%), urmată de limba idiș (27,4%), germană (0,6%) ș.a. Din punct de vedere confesional orășenimea era alcătuită din ortodocși (69,1%), mozaici (29,3%), romano-catolici (0,9%) ș.a.